# Црква Богородице Стовратне
Црква Богородице Стовратне (грч. Παναγία η Εκατονταπυλιανή) је рановизантијски црквени комплекс (црква са две капеле и крстионица) на острву Парос, у главном граду Парикија поред луке. Потиче из 4. века и најстарија је позната хришћанска црква у Грчкој. У 18. веку страдала је од земљотреса.
Према предању, првобитни објекат цркве је дело византијског цара Константина Великог који је градњом испунио жељу своје мајке, свете Јеелене. Она је током пловидбе због великог невремена била присиљена да бродом пристане на Парос. Тамо је нашла уточиште и због тога покренула изградњу велелепне цркве посвећене Успењу Пресвете Богородице.
Током цара Јустинијана (6. век) храм је обновљен. Тада је замењен стари кров у облику куполе и додате су полу-куполе. 
Име стовратна потиче из 16. века, због постојања 99 капија (пролаза) који су видљиви, и стотог који тајни и који се, наводно, налази у Светој Софији.